# Eugénie Cottonová
Eugénie Cottonová, nepřechýleně Cotton, rozená Feytis (13. října 1881 Soubise – 16. června 1967 Sèvres) byla francouzská fyzička, pedagožka, socialistka a obhájkyně ženských práv.
Byla žačkou Marie Curie. Od roku 1904 učila v Poitiers. V roce 1913 se provdala za fyzika Aimé Cottona. Roku 1925 byla promována doktorkou a pracovala jako výzkumník v Centre national de la recherche scientifique, zároveň do roku 1941 působila jako ředitelka na École normale supérieure de jeunes filles v Sèvres.
Byla také členkou Parti communiste français a od roku 1933 se angažovala v protifašistickém boji (zprvu ve Španělsku, od roku 1941 i ve Francii). Ještě za války spoluzakládala Union des femmes françaises (1944), v roce 1945 pak Mezinárodní demokratickou federaci žen, jejíž byla až do své smrti první předsedkyní, podobně působila jako viceprezidentka Světové rady míru. Za svoji činnost byla oceněna Stalinovou mírovou medailí, Mezinárodní Stalinovou cenou za mír mezi národy a byla přijata mezi rytíře Čestné legie.